# Esperanto
L'esperanto è una lingua pianificata iniziata tra il 1872 e il 1887 da Ludwik Lejzer Zamenhof. È la più conosciuta e utilizzata tra le lingue ausiliarie internazionali (LAI). Presentata nell'Unua libro (lett. "primo libro", Varsavia, 1887) come Lingvo Internacia (lett. "lingua internazionale"), prese in seguito il nome esperanto (lett. "colui che spera", "sperante") dallo pseudonimo di Doktoro Esperanto, utilizzato dal suo inventore.
L'esperanto si prefigge lo scopo di fornire uno strumento accessibile e semplice ma espressivo per il dialogo internazionale, che possa garantire comprensione e pace tramite una seconda lingua appartenente all'umanità e non a una particolare Nazione. Ponendo enfasi sulla valorizzazione del multilinguismo e sui diritti linguistici, si fa promotore dell'insegnamento delle lingue.
Le regole della grammatica dell'esperanto, scelte da varie lingue studiate da Zamenhof affinché fossero semplici da imparare, minimizzano le eccezioni. I vocaboli e la semantica derivano in maniera preponderante dalle lingue indoeuropee parlate in Europa e in particolare dalle lingue romanze (francese e italiano), ma anche da lingue germaniche (tedesco e inglese) e slave (russo e polacco), oltre che dal greco e dal latino. La lingua è fortemente agglutinante e isolante, con prefissi e suffissi che possono essere liberamente ricombinati con altre radici per generare nuove parole, rendendo possibile comunicare anche con un vocabolario ristretto. La logica serrata della lingua minimizza l'ambiguità, offrendo applicazioni in linguistica computazionale per il processamento automatico del linguaggio.
Vari studi hanno suggerito che le forme regolari dell'esperanto ne permettono l'apprendimento anche da autodidatti e in età adulta; altre indagini dimostrano come dei ragazzi che hanno studiato l'esperanto, ad esempio tramite il metodo Paderborn, apprendano più facilmente un'altra lingua straniera.
L'espressività dell'esperanto è attestata dalla traduzione di opere letterarie e dalla produzione originale in lingua che spazia in tutte le arti: dalla poesia alla prosa, dalla musica alla drammaturgia; per la letteratura, dal 1993 è attiva una sezione esperantofona al PEN International.
Esperantujo è il termine che denota i luoghi ove si parla esperanto e l'Associazione universale esperanto (UEA), con sede a Rotterdam e in relazioni ufficiali con l'ONU e l'UNESCO, è la principale associazione di parlanti. L'Akademio de Esperanto è la principale istituzione dedita allo studio della lingua, mentre il principale convegno annuale è il Congresso universale (UK). Il finvenkismo e il raumismo rappresentano le due principali correnti ideologiche che animano il movimento esperantista per la promozione della lingua.
La tradizione dell'esperanto in Polonia e in Croazia è stata dichiarata patrimonio culturale immateriale Proposto come lingua franca per l'Unione europea, l'esperanto ha ricevuto nel corso del XX secolo l'avallo delle Nazioni Unite, ad esempio nella Conferenza di Montevideo (1954).

## Ideali
L'assunto di Zamenhof è che l'assenza o difficoltà di dialogo dovuta alle differenze linguistiche crea incomprensioni, ed è stata causa di violenza più volte nel corso della storia. Egli chiamò l'esperanto dapprima Lingvo Internacia (pronunciata /ˈliŋɡvo internaˈtsiːa/), poiché aveva come scopo quello di essere usata come lingua tra le diverse nazioni che così avrebbero potuto dialogare e comprendersi a vicenda, proteggendo le lingue minori e quindi la differenza linguistica. Rispetto alla nazione che "presta" o impone la propria lingua per le comunicazioni internazionali si ha in genere sudditanza culturale e differenze di capacità espressiva tra i nativi di tale lingua e tutti gli altri. Il livello dei non nativi varia in base soprattutto allo sforzo economico e alla quantità di tempo effettuato per l'apprendimento che solo pochi possono permettersi (ad esempio corsi o viaggi all'estero per perfezionare le lingue apprese) causando maggiori disagi alle parti più povere della popolazione. È per questo che la sua principale caratteristica dal punto di vista ideologico è la neutralità, in quanto dovrebbe essere imparata come seconda lingua (e non in sostituzione alla propria) per il contatto e la comprensione reciproca solo tra genti di lingue diverse e, contrariamente a quanto ancora oggi alcuni pensano, non ha mai voluto imporsi come lingua unica mondiale sopprimendo le altre. Inoltre, il suo uso esclusivamente come seconda lingua è necessario, perché un uso come prima lingua in diverse regioni geografiche porterebbe a diverse varianti (dovute alla naturale evoluzione del parlato) compromettendo a lungo andare la comprensione reciproca internazionale, fine primo dell'esperanto.
Gli ideali del movimento sono riassunti nella Dichiarazione di Boulogne e il Manifesto di Praga, nei quali viene posto l'accento sulla neutralità del movimento rispetto a ogni tipo di organizzazione o corrente (politica, religiosa o di altro tipo) e ribadita l'indipendenza di ogni esperantista dal movimento. Infatti è definito esperantista semplicemente chi impara la lingua, a prescindere dagli usi fatti, dalla condivisione degli ideali o dall'aderenza al movimento.

## Simboli

La bandiera Verda Stelo.
La bandiera Jubilea.

Un riassunto abbastanza chiaro sul carattere della lingua è dato dalla bandiera dell'esperanto, che è formata da un fondo verde che sull'angolo superiore sinistro presenta un riquadro bianco nel quale sta una stella verde a 5 punte (la bandiera per questo è anche detta verda stelo, stella verde). La stella a cinque punte rappresenta i cinque continenti abitati, il colore verde la speranza di un futuro migliore, mentre il bianco rappresenta la neutralità e la pace.
Tra vari simboli di limitato successo, un'altra bandiera ideata da un esperantista brasiliano nel 1987 è invece ampiamente conosciuta. È detta Jubilea, e rappresenta due "e" verdi disposte simmetricamente su fondo bianco a rappresentare il mondo. I colori sono anche qui il bianco e il verde, con i medesimi significati della bandiera più tradizionale.
A parte alcune preferenze entrambe le bandiere sono riconosciute dagli esperantisti, anche se la più nota e usata è la tradizionale verda stelo.

## Storia
(L.L. Zamenhof nella sua lettera a Nikolai Afrikanovich Borovko)
La genesi dell'esperanto non può che essere legata alla storia di Zamenhof. Egli passò la sua infanzia a Białystok, attualmente in Polonia ma che a quei tempi era nella provincia baltica della Lituania e quindi appartenente all'Impero russo, dove convivevano diversi gruppi etnici. Queste divisioni etniche e culturali che sfociavano spesso in violenza erano quindi fonti di dolore per lui sin da bambino, portandolo all'idea che una lingua condivisa potesse aiutare i vari gruppi a comunicare. Affinché le diverse minoranze fossero messe alla pari, la lingua con cui avrebbero dovuto comunicare non avrebbe dovuto sostituire le varie lingue, né sarebbe dovuta appartenere a nessuno dei gruppi in discordia (il più forte), ma avrebbe dovuto essere neutra. Per capire meglio la situazione basta leggere quanto lo stesso Zamenhof scriveva:
(L.L. Zamenhof nella sua lettera a Nikolai Afrikanovich Borovko)

### Origine: il lavoro del giovane Lejzer
Zamenhof conosceva la difficoltà che ha l'apprendimento di una lingua straniera, egli stesso usava quotidianamente russo e polacco, conosceva l'ebraico insegnatogli dal padre e infine studiò greco e latino, tedesco, francese e inglese in quanto studente di ginnasio (che frequentò a Varsavia, dove nel frattempo si era trasferito). Egli quindi usò il suo bagaglio linguistico per creare una lingua semplice che richiedesse un impiego di risorse economiche alla portata di tutti. Quindi, dopo aver lavorato per alcuni anni e aver creato diversi stadi di evoluzione della lingua (protoesperanto) dei quali poco ci resta, arrivò per due volte a un completamento della sua lingua internazionale. La prima volta che festeggiò la fine del suo lavoro fu nel 1878 in occasione del suo diciannovesimo compleanno, giorno in cui lesse ai suoi compagni di scuola una breve poesia scritta nella sua nuova lingua. Poiché i suoi appunti vennero bruciati dal padre, che vedeva la passione del figlio come una distrazione dagli studi di medicina, dovette riprendere il lavoro in seguito, giungendo alla lingua definitiva nel 1887. In questo anno pubblicò, inizialmente in russo, con lo pseudonimo “Doktoro Esperanto” (Dottor Sperante) l'Internacia lingvo, un'opera che segnò l'inizio della diffusione della lingua internazionale (lo pseudonimo usato per la firma dell'opera diede poi il nome alla lingua stessa pubblicata). L'opera, comunemente nota come Unua libro, è menzionata nella Cronologia Generale degli eventi più importanti della storia del mondo e fu stampata in 3000 esemplari. Si tratta di un volume oggi rarissimo. Le copie conosciute sono solo quattro, tre delle quali presenti nelle seguenti istituzioni: Biblioteca Nazionale Austriaca, Biblioteca dell’Università di Varsavia, Biblioteca di stato russa. L’unica copia conosciuta in possesso di un cittadino privato, è quella del bibliofilo italiano Paolo Barbieri. Una quinta copia, un tempo presente in Germania, venne trasferita durante il periodo nazista dalla Royal Saxony Library alla Biblioteca di Stato di Berlino. Nonostante sia menzionata nel catalogo della biblioteca, questa copia non è fisicamente presente e probabilmente fu perduta durante la seconda guerra mondiale.
Grazie alla diffusione di quest'opera e di altre grammatiche, alla sua semplicità ma soprattutto ai suoi ideali, la lingua internazionale cominciò a diffondersi in tutta Europa tra intellettuali e persone comuni, che diedero vita al movimento esperantista. La comunità fu fondamentale per l'evoluzione della lingua che, grazie all'uso, acquistò naturalezza e cominciò ad avere tratti più definiti e un carattere proprio. Anche se non si può dirlo con certezza, il primo esperantista italiano è considerato Daniele Marignoni, il quale imparò la lingua internazionale circa un anno dopo la nascita dell'esperanto (fra il 1888 e il 1889) e già nel 1890 pubblicò la prima grammatica di esperanto in italiano.

### Diffusione: la comunità esperantista

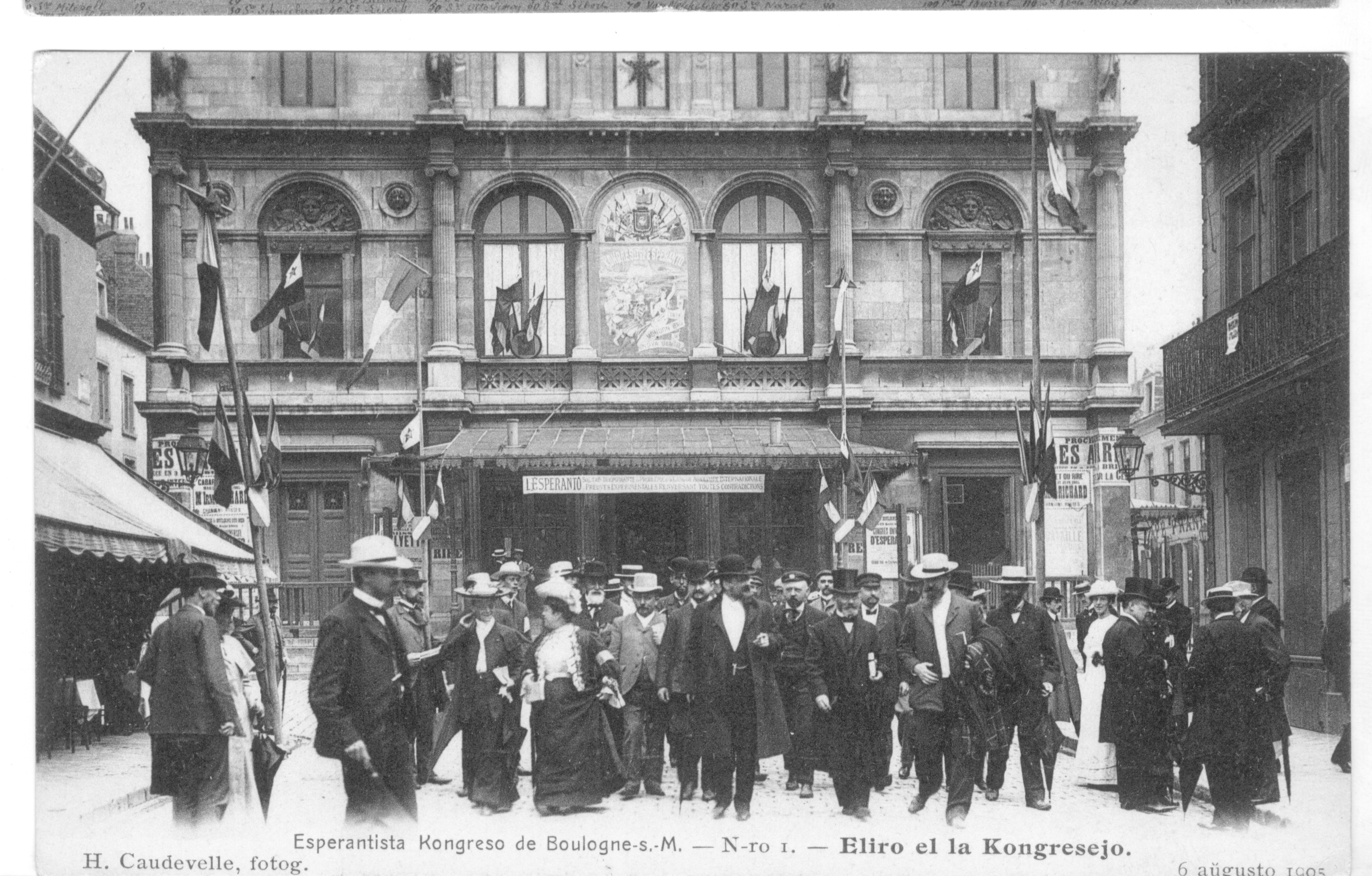
Un'immagine dell'uscita dei partecipanti al Congresso Universale di Esperanto del 1905, a Boulogne-sur-Mer, in Francia.

Nel 1905 a Boulogne-sur-Mer in Francia esperantisti provenienti da 20 Paesi si riunirono per trattare alcuni problemi e usarono esclusivamente l'esperanto, dimostrandone per la prima volta l'efficacia. Da questo momento in poi la storia dell'esperanto è passata da Zamenhof alla comunità degli esperantisti, che hanno fatto evolvere la lingua a patto di non modificare i punti essenziali fissati nel Fundamento de Esperanto, presentato in occasione del congresso per evitare la divisione della lingua. Alla fine di tale congresso fu anche redatta la Dichiarazione di Boulogne (o Dichiarazione sull'essenza dell'esperantismo) in cui si ribadisce che l'esperanto è proprietà del mondo intero e che inoltre deve essere libero da ogni tipo di strumentalizzazione o ideologia politica, religiosa o di altro genere.
La rapidità dell'espansione del movimento subì vari duri colpi nel corso della prima guerra mondiale, ma soprattutto nella seconda guerra mondiale a causa di Hitler, che riteneva l'esperanto la lingua degli ebrei (infatti Zamenhof era ebreo), ma anche nella Russia di Stalin (e più recentemente, nell'Iraq di Saddam Hussein). Nel secondo dopoguerra (eccetto dove gli esperantisti erano ancora perseguitati) il movimento riprese vigore, ma subendo la forza a livello internazionale del francese prima e soprattutto dell'inglese poi, data la forza e l'influenza degli Stati Uniti d'America sulla scena internazionale.
Nel 1954 l'UNESCO alla sua Conferenza Generale che si tenne a Montevideo, considerando i risultati raggiunti dall'esperanto nel campo degli interscambi intellettuali internazionali e per l'avvicinamento dei popoli del mondo, riconosceva che tali risultati rispondono ai suoi scopi e ideali. Nella stessa risoluzione l'UNESCO incarica il Direttore Generale di seguire l'evoluzione dell'utilizzo dell'esperanto nella scienza, nell'educazione e nella cultura, e a questo scopo di collaborare con l'Universala Esperanto-Asocio (la principale associazione che riconosce gli esperantisti) negli ambiti che interessano entrambe le associazioni. Sempre l'UNESCO si riespresse a favore dell'esperanto nel 1985 a Sofia, dove a differenza di quanto dichiarato a Montevideo il testo raccomandava anche a organizzazioni non governative e agli Stati Membri di curare la diffusione della lingua internazionale.
Nel 1996 a Praga fu pubblicato l'omonimo Manifesto, che pone l'accento sui diritti linguistici che le politiche internazionali non rispetterebbero.

### L'esperantismo oggi

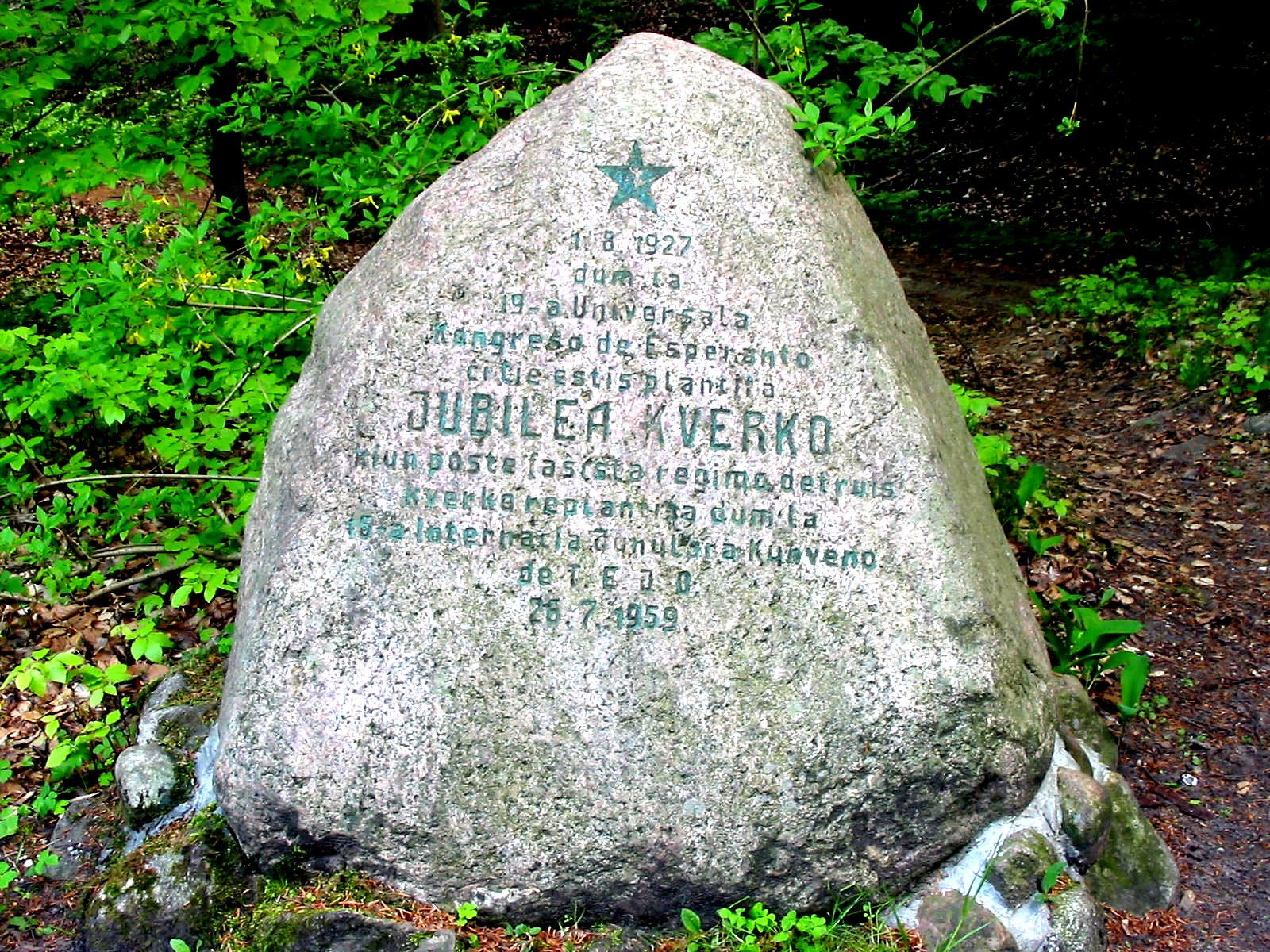
Pietra posta a memoria di un convegno giovanile a Danzica in Polonia. La scritta recita: «1.8.1927 - durante il Congresso Universale di Esperanto [19º Congresso Universale di Esperanto] fu piantata qui una QUERCIA GIUBILARE, che poi il regime fascista distrusse. Quercia ripiantata durante il 15º Convegno Giovanile Internazionale della T.E.J.O. - 26.7.1959».

Si stima che siano presenti esperantofoni in almeno 120 paesi nel mondo, principalmente in Europa, Brasile e Cina. Secondo le ricerche del prof. Sidney Spence Culbert dell'Università di Washington, 1,6 milioni di persone parlano l'esperanto a "livello 3 di lingua straniera". Questo livello designa una competenza linguistica in cui si sia in grado di sostenere una conversazione in lingua che vada al di là delle frasi di circostanza. Ethnologue afferma inoltre che tra 200 e 2 000 persone parlano l'esperanto come madrelingua (in esperanto: denaskaj Esperanto-parolantoj). Le stime sembrano confermate dai dati statistici sull'uso di alcuni siti web esperantisti. Ad esempio statistiche di un noto corso autodidattico (Kurso de Esperanto) relative al mese di settembre 2009 contano che il corso è stato scaricato circa 6.900 volte, ma non è possibile sapere quante persone effettivamente lo hanno concluso. Il 28 maggio 2015 è stata lanciata la versione per l'esperanto di Duolingo, un corso di lingue in rete pensato per i dispositivi mobili. Nonostante la prima versione fosse solo in inglese (i progetti per la traduzione in spagnolo e altre lingue sono partiti alcuni mesi dopo), il 21 agosto 2015 c'è stata l'iscrizione del 100 000esimo corsista, mentre ad un anno dal lancio gli iscritti (attivi e non) erano più di 400 000.
Grazie alle associazioni esperantiste, alla diffusione delle grammatiche e recentemente anche per opera di Internet il numero di esperantisti è in aumento. La regolarità, la semplicità e la forte produttività dell'esperanto permettono al discente (anche autodidatta) di raggiungere un livello di competenza linguistica soddisfacente in un tempo molto minore rispetto a qualsiasi lingua etnica; si stima che siano necessari meno di sei mesi di studio per avere una buona padronanza dell'esperanto, contro gli anni di studio di altre lingue per raggiungere lo stesso livello.
Allo scopo di sviluppare e diffondere la cultura della lingua, ogni anno l'Associazione universale esperanto organizza in una diversa località il Congresso universale di esperanto, cui partecipano solitamente tra i 1 500 e i 2 500 esperantisti dei diversi angoli del pianeta. A tale appuntamento si sommano una serie di congressi e incontri di minore rilievo, organizzati da associazioni esperantiste di vario ordine e grado, e talvolta riservati a categorie specifiche: ad esempio, l'Internacia Junulara Kongreso è il principale evento rivolto principalmente ai giovani esperantofoni; l'IKUE-Kongreso è un incontro a tema cattolico; e così via.
Anche in Italia vengono organizzati annualmente molti incontri in cui viene utilizzata la lingua esperanto. I più importanti sono il Congresso di esperanto in Italia, organizzato dalla Federazione esperantista italiana, e il Festival giovanile internazionale organizzato dalla Gioventù esperantista italiana.
Gli incontri, nazionali e non, creano quella che è anche un'attrattiva non ufficiale della lingua. Per facilitare gli spostamenti, servizi come Pasporta Servo raccolgono gli indirizzi di tutti gli esperantisti che sono disposti a ospitare gratuitamente coloro che conoscono la lingua internazionale.
Nel mondo esistono specifiche comunità locali che hanno adottato l'esperanto come lingua di comunicazione. Famose per i loro scopi umanitari sono la comunità Bona Espero in Brasile e l'ONLUS Changamano in Africa.
Tra le organizzazioni esperantiste, recentemente è emersa la Civitas esperantica (Esperanta civito), in contrasto con le organizzazioni esperantiste tradizionali poiché si propone come scopo il riconoscimento della comunità esperantofona come identità culturale transnazionale.

## Fonologia, alfabeto e ortografia

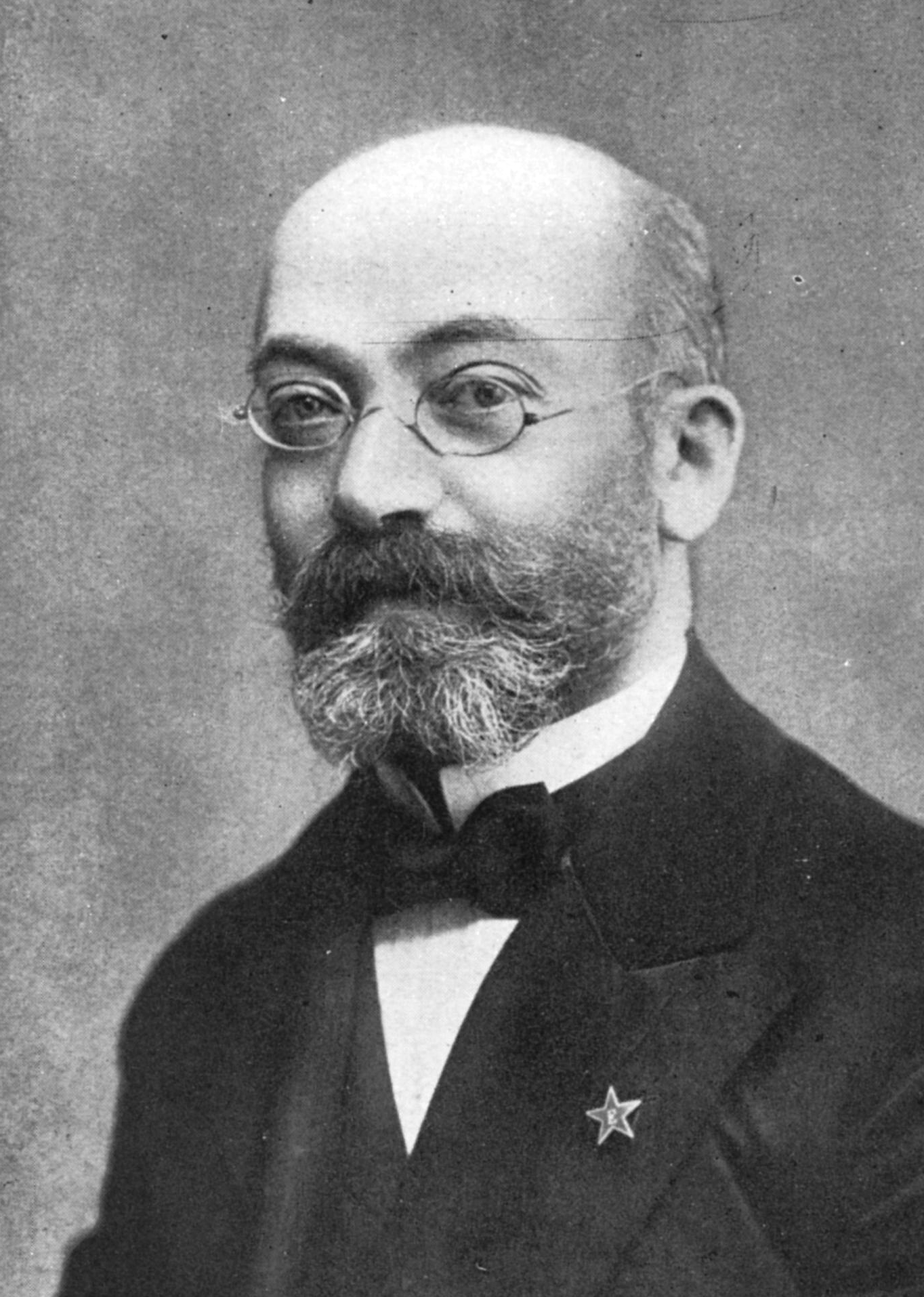
Ludwik Lejzer Zamenhof nel 1908, dopo circa 20 anni dalla pubblicazione dell'esperanto

L'esperanto possiede 23 consonanti e cinque vocali; a ciascun fonema della lingua corrisponde una lettera, così da avere la massima trasparenza fonologica possibile ed evitare ambiguità. Tra le consonanti, due sono approssimanti o semivocali, ossia la "j" e la "ŭ", presenti esclusivamente nei dittonghi. La variabilità nella pronuncia è molto ristretta, tuttavia è possibile che si realizzino delle varianti combinatorie come quando la "n" (pronunciata di solito come la [n] dell'alfabeto fonetico internazionale), è seguita da consonante velare e spontaneamente si assimila ad essa, con realizzazione [ŋ]. In ogni caso è opportuno evitare la confusione con altri fonemi. La presenza di sole cinque vocali garantisce la reciproca comprensione anche se queste sono pronunciate in modo più aperto o più chiuso (rispetto ai fonemi di riferimento) da parlanti di diversa provenienza.
L'accento di parola nelle parole plurisillabiche è posto sempre sulla penultima sillaba, quindi non è necessario ricorrere a segni grafici per gli accenti.
La scrittura dell'esperanto è perfettamente monogrammatica: a ogni grafema corrisponde un fonema e viceversa. Poiché lo spazio fonetico dell'esperanto (cioè l'insieme dei suoni usati nella sua fonetica) è composto da 28 elementi, Zamenhof introdusse due segni diacritici. Il primo è il circonflesso (^) presente nelle tastiere delle macchine per scrivere del suo tempo, basate sull'alfabeto del francese, per creare nuove lettere: "ĉ, ĝ, ĥ, ĵ, ŝ". Il secondo è il segno di breve, impiegato per creare la lettera "ŭ" che indica una "u semiconsonantica" (come la "u" di uomo /'wɔmo/). Le lettere "q, w, x, y" sono utilizzate solo nelle espressioni matematiche (in particolare la "x" viene usata nel sistema di scrittura "cx" descritto in seguito).
| A a | B b | C c | Ĉ ĉ | D d   | E e   | F f |
| /a/ | /b/ | /ʦ/ | /ʧ/ | /d/   | /e,ɛ/ | /f/ |
| G g | Ĝ ĝ | H h | Ĥ ĥ | I i   | J j   | Ĵ ĵ |
| /g/ | /ʤ/ | /h/ | /x/ | /i/   | /j/   | /ʒ/ |
| K k | L l | M m | N n | O o   | P p   | R r |
| /k/ | /l/ | /m/ | /n/ | /o,ɔ/ | /p/   | /r/ |
| S s | Ŝ ŝ | T t | U u | Ŭ ŭ   | V v   | Z z |
| /s/ | /ʃ/ | /t/ | /u/ | /w/   | /v/   | /z/ |

### Problemi delle lettere speciali al computer e loro soluzioni
Le lettere con segni diacritici hanno dato alcuni problemi pratici per la loro rappresentazione. Dapprima il problema si pose per le macchine per scrivere che non sempre erano fornite di tali segni, mentre più di recente con i computer fu ereditata la problematicità della scrittura e dell'invio di queste informazioni con sistemi non tutti atti a poterle scrivere o visualizzare. Il problema sussiste ancora oggi per i vecchi sistemi informatici che non adottano Unicode. Le soluzioni adottate e ancora diffuse prevedono la traslitterazione delle lettere con cappellino con dei digrammi (due lettere lette come una sola) sacrificando la biunivocità suono-lettera. Ogni digramma è formato dalla lettera senza segno diacritico e una data lettera che la segue, la quale indica che la lettera precedente avrebbe dovuto avere un segno in testa; di solito la lettera usata per i digrammi è la "x", perché non fa parte dell'alfabeto esperanto ("X-sistemo" o "Ikso-sistemo" traducibile in "sistema X") oppure la "h", che è esteticamente più gradevole ("H-sistemo" o "sistemo-H"), inventato dallo stesso Zamenhof; apparve nel Fundamento de Esperanto e fu adottato sin dal primo Congresso Universale di Esperanto).
Di recente grazie alla diffusione di Unicode altre soluzioni permettono la scrittura e l'invio delle lettere tradizionali dell'alfabeto esperantista anche al computer, per cui si può prevedere una drastica riduzione dell'uso dei sistemi cx e ch entro non molti anni. È il caso di programmi che sostituiscono automaticamente i digrammi del sistema "cx" e/o "ch" con le lettere tradizionali con segno grafico, o permettono di personalizzare la mappatura della tastiera, a seconda dei vari sistemi operativi (vedere nota). Quasi ogni distribuzione Linux recente permette addirittura la localizzazione completa dell'interfaccia utente del sistema operativo in esperanto come per altre lingue, ad esempio per le versioni basate su Debian o Ubuntu.

### Cirillizzazione
Durante l'epoca sovietica, gli esperantisti dell'Est scrivevano frequentemente nella lingua internazionale usando i caratteri cirillici, giacché le macchine per scrivere provviste di lettere latine erano poco comuni. Ai giorni nostri, l'alfabeto cirillico non è più necessario per scrivere in esperanto. Può essere usato, tuttavia, per trascrivere i testi dei manuali di esperanto destinati ai popoli le cui lingue usano questo sistema (cioè la metà delle lingue slave, in quanto l'altra metà usa l'alfabeto latino, ad eccezione del serbocroato che usa entrambi gli alfabeti).
Il sistema qui descritto ha origine bielorusse, russe e serbe.
| Lettera latina | Lettera cirillica | Pronuncia AFI |
| -------------- | ----------------- | ------------- |
| A a            | А а               | /a/           |
| B b            | Б б               | /b/           |
| C c            | Ц ц               | /ʦ/           |
| Ĉ ĉ            | Ч ч               | /ʧ/           |
| D d            | Д д               | /d/           |
| E e            | Е е               | /e/           |
| F f            | Ф ф               | /f/           |
| G g            | Г г               | /ɡ/           |
| Ĝ ĝ            | Џ џ               | /ʤ/           |
| H h            | Ћ ћ               | /h/           |
| Ĥ ĥ            | Х х               | /x/           |
| I i            | И и               | /i/           |
| J j            | Й й               | /j/           |
| Ĵ ĵ            | Ж ж               | /ʒ/           |
| K k            | К к               | /k/           |
| L l            | Л л               | /l/           |
| M m            | М м               | /m/           |
| N n            | Н н               | /n/           |
| O o            | О о               | /o/           |
| P p            | П п               | /p/           |
| R r            | Р р               | /r/           |
| S s            | С с               | /s/           |
| Ŝ ŝ            | Ш ш               | /ʃ/           |
| T t            | Т т               | /t/           |
| U u            | У у               | /u/           |
| Ŭ ŭ            | Ў ў               | /w/           |
| V v            | В в               | /v/           |
| Z z            | З з               | /z/           |

## Grammatica

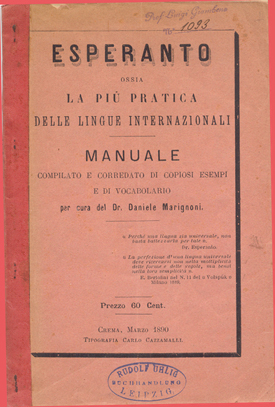
La prima grammatica di esperanto per gli italiani, scritta da Daniele Marignoni nel 1890, appena tre anni dopo la nascita della lingua

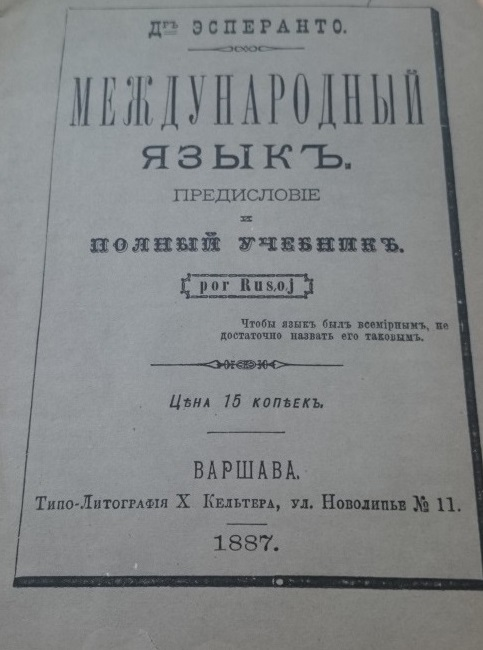
Unua libro. Por Rusoj, un'edizione dell'Unua libro per parlanti russi, pubblicata a Varsavia nel 1887

Come detto in precedenza, Zamenhof creò una grammatica minimale basandosi su lingue etniche parlate quotidianamente, dalle quali ricavò il lessico e le regole di grammatica. È per tale motivo che molti preferiscono definirla lingua "pianificata" piuttosto che artificiale: ogni regola esiste in una qualche lingua naturale. Era probabilmente affascinato dalla povertà di flessione della lingua inglese, che influenzò specie i verbi. Di seguito sono dati brevi cenni di grammatica.

### Articolo, preposizioni e congiunzioni
Sono parti sintattiche del discorso in esperanto, cioè relativi alla struttura logica e sintattica della frase:
- Articolo: esiste un solo articolo, sia per il plurale sia per il singolare, cioè la. Non esistono gli articoli indeterminativi: se qualcosa è indeterminato, semplicemente non si pone l'articolo. Perciò, "floro" significa "fiore", "un fiore", mentre "la floro" significa "il fiore".
- Preposizioni: ogni preposizione viene usata in modo logico per formare un certo numero di complementi logicamente affini.
- Congiunzioni: si comportano in modo simile alle congiunzioni italiane.

### Parti ricavate da radice: sostantivi, aggettivi, verbi e avverbi
Le parti semantiche del discorso sono quelle che sono ricavate da una radice lessicale che contiene un significato generico che di per sé non è né nome, né aggettivo, avverbio o verbo, ma dalla quale si possono ricavare dette parti del discorso. Contrariamente alla maggior parte delle lingue esistenti, la marcatura sintattica delle parole, cioè la possibilità di capire l'appartenenza delle parole stesse a una categoria grammaticale è trasparente e viene data dall'ultima vocale della parola stessa. Si considerino, ad esempio, le parti derivate dalla radice "muzik-", contenente l'idea generale di musica:
1. muziko = musica (sostantivo)
2. muzika = musicale (aggettivo)
3. muzike = musicalmente (avverbio)
4. muziki = far musica (verbo all'infinito)

- Verbi: i modi e tempi dei verbi si distinguono dalle desinenze, che non cambiano in base alla persona ma solo per modo e tempo, senza bisogno di ausiliari. Questo è stato ottenuto semplificando l'inglese, che a differenza dell'esperanto cambia la voce verbale per adattarla alla terza persona singolare, e usa alcuni ausiliari per cambiare modo verbale e per comporre le forme negativa e interrogativa (do, would, let, shall/will...), anch'essi eventualmente adattati alla terza persona. Di conseguenza vige anche in esperanto l'obbligo di indicare il soggetto (a meno che il verbo non sia impersonale, come i verbi meteorologici: "pluvas" = "piove", anche se, in certi casi, è possibile usare il pronome impersonale "oni"). Esiste anche la coniugazione composta, ma si forma logicamente conoscendo il significato dei participi (aggettivi derivati dai verbi) e combinandoli con il verbo essere ("esti"). Non esistono verbi irregolari.
- Sostantivi e aggettivi: come in italiano, gli aggettivi si accordano ai sostantivi per numero, ma lo stesso non vale per il genere (che in esperanto si applica solo per i sostantivi che indicano cose sessuate). Il plurale si forma per entrambi aggiungendo una "-j" alla fine della parola (muzikoj = musiche; muzikaj = musicali) e l'aggettivo può indifferentemente precedere o seguire il sostantivo. Entrambi vengono marcati con una "-n" finale se sono complemento oggetto (aŭskulti bonan muzikon = ascoltare buona musica; havi la samajn muzikajn gustojn = avere gli stessi gusti musicali): tale marcatura è definita caso accusativo e permette di permutare l'ordine delle parole nella frase senza perderne il senso.
- Avverbi: si comportano in modo simile agli avverbi in italiano e quindi non possono variare né per genere né per numero.

### Pronomi
Anche i pronomi prendono la desinenza dell'accusativo. Nel caso dei pronomi personali, se sono marcati dall'accusativo equivalgono ai nostri pronomi complemento (mi = io; min = me), mentre se si aggiunge la desinenza dell'aggettivo "-a", si ottengono gli aggettivi possessivi (mia = mio).
I pronomi sono:
- mi, io
- ci, tu (sostituito da vi nell'uso corrente[57])
- li, egli
- ŝi, ella
- ĝi, esso (riferito a cose, animali, ma talvolta anche a bambini piccoli)
- ni, noi
- vi, voi
- ili, essi

Esistono anche due pronomi particolari che non hanno nessuna corrispondenza nella lingua italiana:
- oni, derivato dall'"on" francese e simile al "si" impersonale dell'italiano;
- si, usato per indicare che la persona che compie l'azione è la stessa che la subisce; per esempio "Li lavas lin" e "Li lavas sin" si traducono rispettivamente con "lui lava lui" (un altro uomo) e "lui si lava" (lava sé stesso).

### Esclamazioni
Le esclamazioni (o interiezioni) sono espressioni che indicano stati d'animo in genere improvvisi. Non esiste una terminazione specifica che le distingua, ma possono essere agglutinate per formare altre parole. Ad esempio "Fi!" esclamazione che si traduce in italiano con esclamazioni tipo: "Vergogna!", "È uno scandalo!" è usato anche come prefisso in senso negativo per parole che indicano cose moralmente discutibili: "fidomo" (casa di malaffare), "fivorto" (parolaccia).

### Ordine delle parole
L'ordine delle parole dell'esperanto è piuttosto libero, grazie all'accusativo e alla libertà di porre gli aggettivi prima o dopo i nomi. Esso dipende in genere dalle origini del parlante o, più in particolare, dall'enfasi che si vuole dare alle componenti di una frase variandone l'ordine senza comprometterne la comprensibilità. Sebbene vi sia tale libertà l'ordine delle componenti usato prevalentemente è Soggetto-Verbo-Oggetto. Per quanto riguarda l'ordine di sostantivi e aggettivi, statisticamente c'è più spesso che in passato l'anteposizione dell'aggettivo determinante (o più aggettivi determinanti) al sostantivo determinato. Ad esempio, Zamenhof scriveva "lingvo internacia" (ordine Sostantivo-Aggettivo), mentre oggi nella comunità esperantofona si tende più che in passato a dire "internacia lingvo" (ordine Aggettivo-Sostantivo), forse per l'aumentare di esperantisti provenienti da Paesi con lingue germaniche.

## Provenienza del lessico

La torre di Babele, simbolo della divisione linguistica umana (Pieter Bruegel, 1563)

Le radici lessicali dell'esperanto sono scelte in base al principio della massima internazionalità.
I parlanti o coloro che hanno studiato una lingua europea tra quelle usate per ricavare il lessico, troveranno vari riferimenti:
- dal latino e dalle lingue romanze:
  - dal latino: abio; facila; sed; tamen; okulo; peti (abete; facile; ma; eppure; occhio; chiedere per avere)
  - dal francese: dimanĉo; fermi; ĉe; frapi; ĉevalo (domenica; chiudere; presso; percuotere; cavallo)
  - dall'italiano: ĉielo; fari; voĉo; amiko; ankaŭ (cielo; fare; voce; amico; anche)
  - dallo spagnolo: esperi, gaŭĉo, sombrero, toreadoro (sperare, gaucho, sombrero, torero)
  - dal portoghese: saŭdado (saudade)
- dalle lingue germaniche:
  - dal tedesco: hundo; biero; jaro; monato; nur; vorto (cane; birra; anno; mese; semplicemente; parola)
  - dall'inglese: suno; birdo; fiŝo; ŝipo; blua; ofta (sole; uccello; pesce; nave; blu; frequente)
- dalle lingue slave:
  - dal polacco: barĉo; celo; ĉu; luti; moŝto (minestra tipica slava; scopo; congiunzione e particella avverbiale interrogativa; saldare; "don" onorifico)
  - dal russo: barakti; krom; vosto (dibattersi; fuorché; coda)
- da altre lingue indoeuropee:
  - dal greco: apoteko; hepato; kaj; politiko (farmacia; fegato; e; politica)
  - dal lituano: du; ju; tuj (due; ovviamente; adesso)
  - dal sanscrito: budho; nirvano; pado (Budda; nirvana; mulattiera)
- dalle lingue ugrofinniche:
  - dalle lingue sami: boaco; jojko (renna; tradizionale canto lappone)
  - dal finlandese: lirli; saŭno (scrosciare lievemente; sauna)
  - dall'ungherese: ĉako; ĉardo; ĉardaŝo (sciaccò[non chiaro]; ciarda; csárdás)
- dalle lingue semitiche:
  - ebraico: kabalo (cabala)
  - dall'arabo: kadio; kaido; aŭ; magazeno; matraco; admiralo (cadì; caid; oppure; deposito; materasso; ammiraglio)
- da altre lingue:
  - dal giapponese: animeo; cunamo; zeno; katano; hajko; haŝio; hibakŝo; samurajo (anime; tsunami; Zen; katana; haiku; bacchette-posata; samurai)
  - dal cinese: kungfuo, maĝango, toŭfuo (kung fu, Mah Jong, tōfu).

Come si può notare dall'elenco, l'esperanto preferisce i calchi piuttosto che i prestiti, cioè si preferisce l'adattamento delle parole straniere alla sua morfologia (per esempio gli aggettivi sono adattati per finire in -a), fonologia e alfabeto. Nel suo periodo di vita il lessico si è arricchito anche di parole provenienti da lingue non indoeuropee, come il giapponese o lo swahili. Infatti il lessico deve essere aggiornato nel caso in cui sorge il bisogno di un termine nuovo che esprima un significato ancora non presente. Se possibile si fa uso di combinazioni di radici esistenti, ad esempio "internet" si è tradotto letteralmente: "interreto", ovvero rete in mezzo (inter reto), in altri casi si calca la parola dalla lingua d'origine come è successo ad esempio, per i concetti nuovi necessari per la terminologia di filosofie orientali. Le parole sono poi ufficializzate e pubblicate nei dizionari (attualmente su internet, in precedenza su carta).
Non tutte le parole nell'esperanto hanno un significato direttamente deducibile da altre lingue. Alcune di esse sono idiomismi nativi dell'esperanto, nate nell'"Esperantujo" (la comunità esperantista), per proposta di Zamenhof o per la naturale evoluzione della lingua tra i parlanti dell'esperanto:
- edzo = marito
- ĝi = esso/a (per indicare cose asessuate, o anche qualcuno il cui sesso è irrilevante/sconosciuto)
- kabei = comportarsi come Kabe (Kazimierz Bein): abiurare l'esperantismo
- NIFO (Ne-Identigita Flug-Objekto) = UFO

I punti dai quali la grammatica della lingua internazionale non può prescindere vennero fissati da Zamenhof nell'Unua Libro sotto forma di 16 regole. Tutti coloro che escono da queste regole - salvo per quanto riguarda l'aspetto grafemico, cioè l'uso di alfabeti non appartenenti al Fundamento - escono dalla collettività esperantica, e hanno portato a esperanti riformati (cosiddetti esperantidi), dei quali oggi sopravvive soltanto l'Ido. La morfologia e la sintassi furono desunte dai primi testi del fondatore e sono state poi sviluppate dalla comunità dei parlanti.

## Classificazione
Non è semplice dare una classificazione linguistica per le lingue pianificate come l'esperanto, che prendono caratteristiche da lingue diverse. In quanto lingua artificiale con lo scopo di facilitare la comprensione internazionale fa parte delle lingue ausiliarie internazionali. Considerandola come lingua in quanto tale, la sua struttura e il lessico la fanno collocare nel gruppo delle lingue indoeuropee, ma la sua morfologia prevalentemente agglutinante la porta ai margini di questo gruppo, avvicinandola a lingue come l'ungherese, il turco o il giapponese.
Essendo modellato quasi esclusivamente su lingue europee dà un certo vantaggio a coloro che hanno studiato o parlano una lingua indoeuropea per l'apprendimento del lessico, viceversa la morfologia può aiutare i parlanti di alcune lingue non indoeuropee.

## Usi pratici della lingua

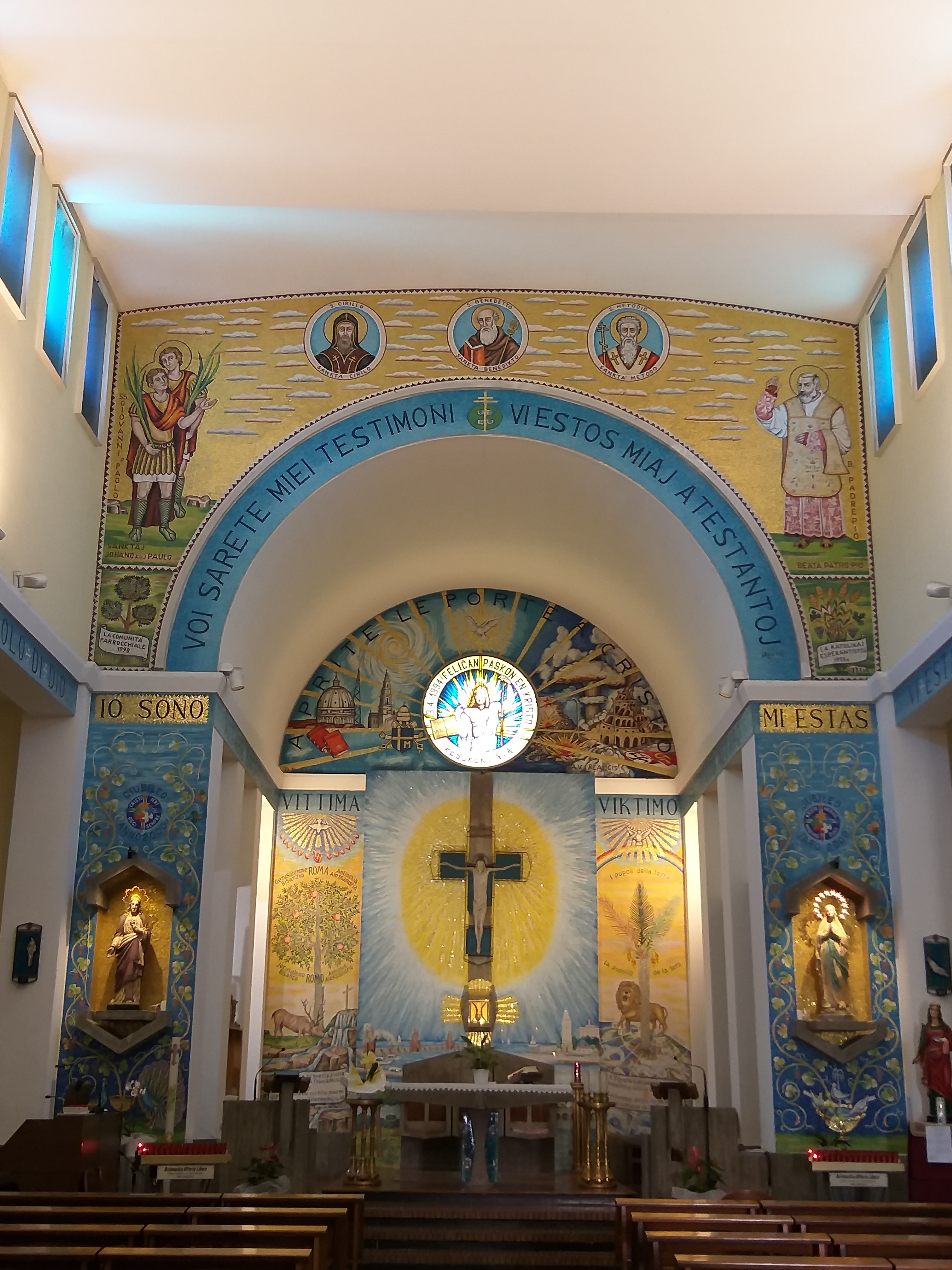
Cattedrale dell'Esperanto (la esperanto-katedralo): chiesa di San Giuliano Mare (Rimini - Lido Esperanto).
Paroho de la Sanktaj Johano kaj Paŭlo.

L'esperanto ha avuto usi anche al di fuori della comunità esperantista in diverse circostanze. In passato ci sono state anche proposte per usarlo come lingua di stato, ad esempio nel Moresnet, inoltre è stato effettivamente usato nella brevissima vita della Repubblica dell'Isola delle Rose.

### Uso in sperimentazioni didattiche
L'esperanto si è rivelato un ottimo strumento didattico per l'apprendimento delle lingue straniere nonché della grammatica della propria lingua madre. Ripetuti esperimenti sono stati fatti per usare l'esperanto come lingua propedeutica per una seconda lingua straniera sotto l'intuizione di persone che lo avevano imparato e hanno cominciato a comprendere meglio argomenti di grammatica e le lingue straniere. Il metodo di far studiare ai bambini o ragazzi l'esperanto per un paio d'anni prima di apprendere un'altra lingua, guadagnando tempo anche rispetto a chi inizia a studiare la lingua straniera sin dall'inizio è però detto Metodo Paderborn dal nome dell'università dove lavorava il professor Helmar Frank che condusse un esperimento più rigoroso rispetto ai precedenti.

### Usi e riconoscimenti da enti nazionali e internazionali

Bandiera dell'UNESCO, che più volte si è espressa a favore della lingua internazionale, come si può leggere nei Records of the General Conference.

- A partire dagli anni novanta nella CEE e attualmente nell'UE si discute per l'uso dell'esperanto negli organi europei, per risparmiare ingenti spese in traduzione, diminuire l'ambiguità delle leggi europee e non favorire i legali o i cittadini di alcun Paese discriminandone altri[60]. Il problema dal punto di vista prettamente economico verte sul fatto che con l'attuale sistema si spende il 40% di bilancio in traduzioni per 23 lingue ufficiali, infatti un documento può essere redatto in una lingua qualsiasi e poi deve essere tradotto in tutte; una lingua di lavoro consentirebbe a ogni Paese di avere solo traduttori specializzati in tale lingua per la traduzione nella lingua locale. L'ultimo dei rapporti economici a proposito è dell'economista François Grin (tradotto in italiano col titolo L'insegnamento delle lingue straniere come politica pubblica)[61], docente all'Accademia di Ginevra, che quantifica in 25 miliardi di Euro il risparmio annuale se l'esperanto fosse usato come lingua di lavoro, del quale si avvantaggerebbero anche Gran Bretagna e Irlanda (nonostante la sola Gran Bretagna guadagni grazie alla sua egemonia qualcosa come il 3% del P. I.L. dell'UE[62]). Il cosiddetto rapporto Grin è giunto a una conclusione favorevole all'esperanto confrontando tre scenari di lingue ufficiali: trilinguismo (supponendo francese, inglese e tedesco), tutto inglese, e l'esperanto; i punti presi in considerazione sono stati principalmente i risvolti economici, a seguire quelli didattici e le eventuali discriminazioni degli europei non parlanti la lingua o le lingue ufficiali. D'altra parte, l'Unione europea «non ritiene necessaria l'introduzione di un'unica lingua franca o un numero ridotto di lingue scelte arbitrariamente e incomprensibili alla maggioranza dei cittadini dell'Unione»[63] giustificando la mole di lavoro dovuta alle traduzioni considerando giusto che ogni Paese membro possa prendere conoscenza degli atti legislativi nella propria lingua direttamente tradotti dagli organi europei[64] piuttosto che ottenerli nell'unica o poche lingue di lavoro e tradurli nella propria. Altri invece criticano tale multilinguismo sostenendo che sia solo di facciata e nasconderebbe una politica che in realtà porterebbe al solo inglese o poche lingue.[65]
- Nel febbraio 2010 otto parlamentari britannici propongono l'Associazione Mondiale di Esperanto come candidata al Premio Nobel per la pace[66], fatto ritenuto molto incoraggiante proprio per la nazione dal quale proviene. Già nel 2007 dei parlamentari svizzeri avevano candidato l'Associazione Universale Esperanto (UEA) al premio Nobel per la pace, per le iniziative umanitarie[67].
- Nel 1993 fu istituita una commissione per l'esperanto nelle scuole italiane, affinché i giovani, dopo uno studio di questa lingua, potessero imparare con maggiore dimestichezza le lingue straniere. Nel 1995 una circolare fu mandata attraverso il Bollettino Ufficiale della Pubblica Istruzione, con la diffusione del documento conclusivo della Commissione sull'esperanto, contenente i risultati di numerosi studi, italiani e stranieri sulla valenza propedeutica dell'esperanto nell'apprendimento delle lingue straniere[14].
- Le varie associazioni esperantiste organizzano spesso convegni e incontri ludico-culturali di vario genere. I viaggi per partecipare a tali attività all'estero possono avvantaggiarsi della possibilità di essere ospitati da altri esperantisti, minimizzando le spese di vitto e alloggio[68].
- La Chiesa cattolica ha tradotto il messale in esperanto. Inoltre da anni i papi danno gli auguri di Natale e Pasqua in esperanto, come penultima lingua prima del latino in occasione del tradizionale Urbi et orbi[69]. Una volta al mese viene inoltre celebrata la Santa Messa in esperanto presso la Chiesa di San Tomaso di Milano.[70].
- L'esperanto è presente nei totem per prenotare il turno di accesso agli sportelli della Agenzia delle entrate insieme all'italiano e a 4 altre lingue (francese, inglese, sloveno e tedesco)[71]
- Il 20 novembre 2014, il ministro polacco della cultura Małgorzata Omilanowska ha approvato l'inserimento della lingua esperanto nel patrimonio culturale immateriale della Polonia[23].
- L'11 febbraio 2019, il Ministero della Cultura croato ha riconosciuto la tradizione dell'esperanto come eredità culturale immateriale della Croazia[24].

### Mondo accademico, scienza e nuove tecnologie

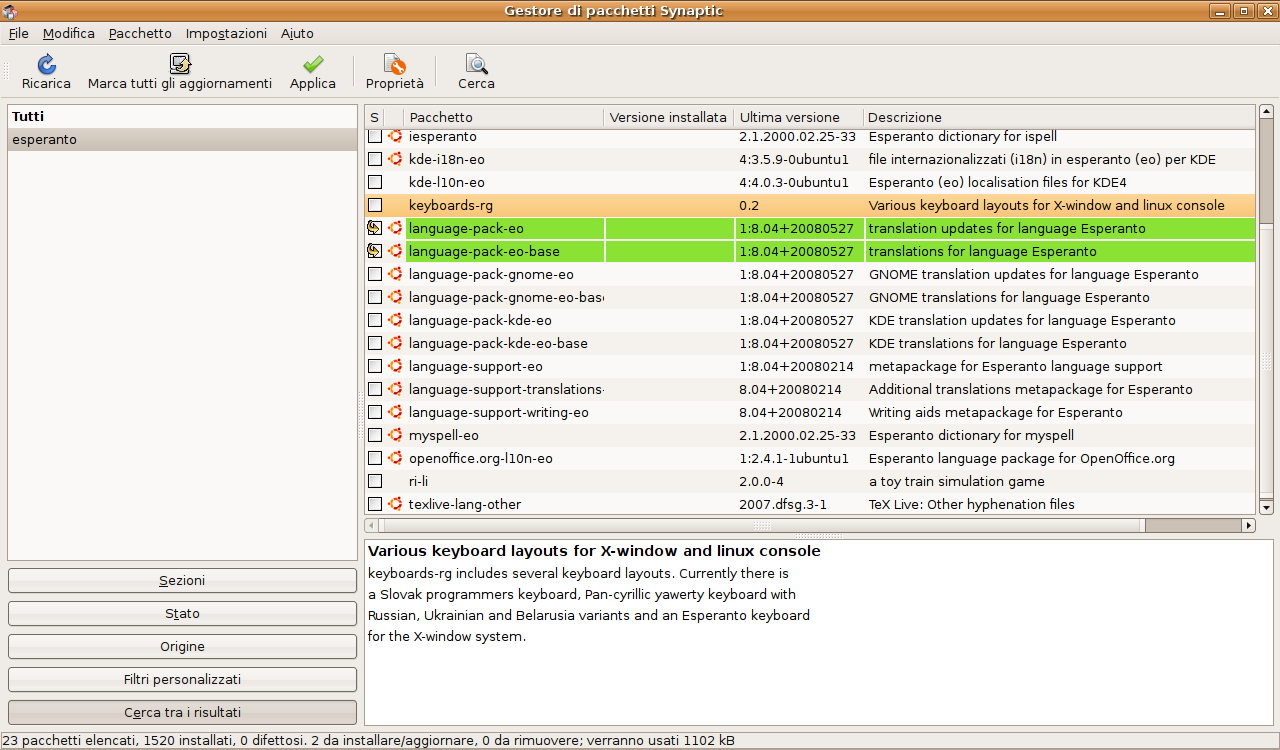
Pacchetti di localizzazione in esperanto per la distribuzione Ubuntu, installabili tramite il gestore di pacchetti software Synaptic.

L'Universala Esperanto-Asocio tiene aggiornato il lessico dell'esperanto con i nuovi termini che la scienza richiede, specie nel campo delle tecnologie informatiche, per poter continuare a pubblicare ricerche in tale lingua.
L'esperanto è anche la lingua di apprendimento in un'università, l'Accademia Internazionale delle Scienze (Akademio Internacia de la Sciencoj) di San Marino, che di recente ha organizzato sessioni di studio in Romania (Sibiu), Bulgaria (Karlov) e Slovacchia (Komárno). L'Università degli studi di Milano ha attivato una rivista di interlinguistica e filosofia dei linguaggi artificiali, chiamata InKoj, che prevede l'esperanto come lingua obbligatoria a fronte di tutti gli articoli pubblicati.
Per quanto riguarda la lingua dell'interfaccia grafica del computer, ci sono numerosi sistemi operativi GNU/Linux che danno il supporto a questa lingua. Ad esempio, esistono localizzazioni in esperanto per software libero di uso comune, come OpenOffice e LibreOffice o il browser Mozilla Firefox. Per quanto riguarda la localizzazione in ambito proprietario, per il sistema operativo Windows Vista è stata creata una localizzazione non ufficiale, e nell'ambito del freeware collegato a questo sistema operativo c'è anche il programma di compressione dei dati IZArc che ne è provvisto. Il motore di ricerca Google offre la possibilità di effettuare ricerche localizzate in lingua esperanto mentre il progetto Dmoz contiene un elenco aggiornato di categorie di collegamenti in lingua esperanto. A partire dal 23 febbraio 2012 Google ha implementato il suo prodotto Google Translate aggiungendo l'esperanto, che diventa la 64° lingua supportata dal traduttore automatico.
Esiste almeno un progetto di creazione di un'ontologia informatica (fondamentale per l'introduzione della semantica nel web semantico) contenente il lessico dell'esperanto in linguaggio OWL, che permetterà di fare ricerche in internet anche in esperanto usando un linguaggio più "naturale".
I progetti della Fondazione Wikimedia in esperanto, tra cui Wikipedia (nella quale è contenuto questo articolo) sono qualitativamente i più ricchi tra tutti i progetti analoghi di altre lingue artificiali, superando per quantità anche molte lingue nazionali.
Grazie a internet, l'Esperanto ha potuto usufruire di nuove possibilità per la sua diffusione e la fruizione. Oltre ai corsi in rete (KIREK, Lernu!, Kurso de Esperanto e simili), oltre ai siti dedicati alla letteratura e alla sua storia, oltre ai portali delle associazioni nazionali e internazionali, oggi si è visto un fiorire di radio, sia come web radio (Muzaiko, la Muse Dancejo) sia come podcast (es: Radio Verda) interamente in lingua Esperanto, svincolandosi così dalla condizione di semplice programma di palinsesto nelle emittenti internazionali e guadagnando una propria identità.

### L'esperanto nel cinema

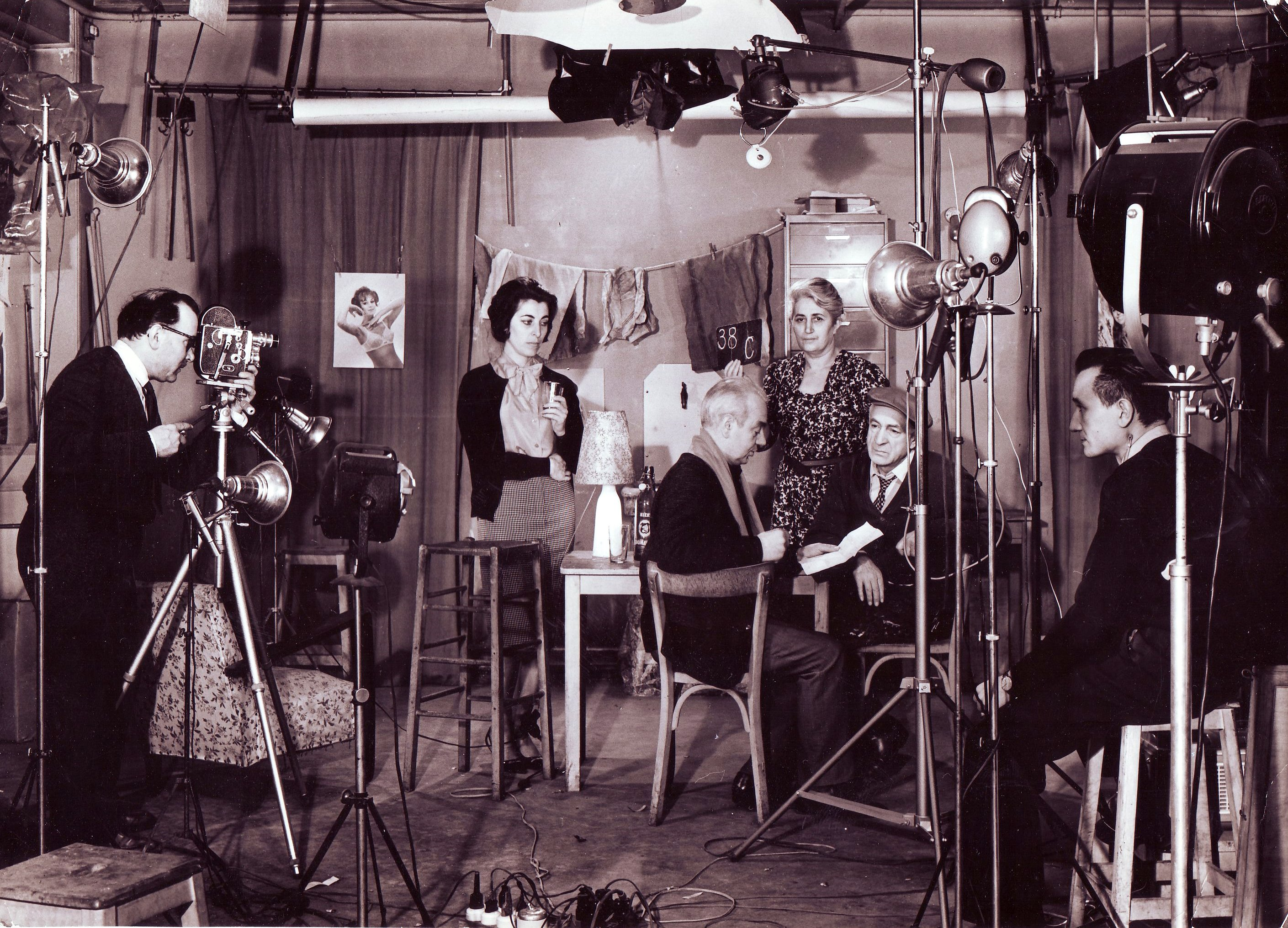
Angoroj (foto di Jacques Mahe)

Sinora sono stati realizzati due lungometraggi in esperanto. Il primo è un film poliziesco di produzione francese del 1964: Angoroj (Angosce), diretto da Jacques-Louis Mahé. In seguito al fiasco commerciale del film, Mahé cadde in depressione e ne distrusse quasi tutte le copie. Se ne salvarono solo due, oggi detenute da due associazioni esperantiste, e l'originale recuperata dalla cooperativa culturale esperantista LF-koop che ha riedito il filmato nel 1991. Il secondo lungometraggio è Incubus, un film d'orrore americano del 1965 realizzato da Leslie Stevens e interpretato, tra gli altri, da William Shatner. Anche questo rischiò di andare perduto in seguito a un incendio che ne distrusse anche l'originale. Ne fu trovata una copia sottotitolata in francese alla cinémathèque française, che ne permise la redistribuzione. La scelta dell'esperanto per questo film è stata squisitamente artistica, perché il regista voleva creare un'atmosfera particolare, e ne ha proibito qualsiasi doppiaggio.
Nel 2011 esce il documentario sull'esperanto The Universal Language (La universala lingvo) del documentarista statunitense candidato al Premio Oscar Sam Green, con interviste in inglese ed esperanto e sottotitoli in ben 16 lingue.
In modo meno evidente si è fatto uso dell'esperanto anche in altre pellicole. Ad esempio nel film Il grande dittatore di Charlie Chaplin (1940), tra le iscrizioni con nomi di fantasia dei negozi del ghetto ebraico molte sono chiaramente in esperanto. Più di recente nel film di fantascienza Gattaca del 1997, gli annunci all'interno del centro spaziale omonimo sono in esperanto, per non dare riferimenti geografico-culturali. Anche in Blade: Trinity l'esperanto appare un certo numero di volte nel film, specie nelle insegne, e in una scena in cui viene visto il film Incubus. Nel film Street Fighter - Sfida finale, nel paese di Shadaloo si usa l'esperanto come lingua madre, mentre una canzone è cantata in questa lingua da un gruppo di soldati del generale Bison. Poche frasi in esperanto sono state pronunziate anche in una scena del film Captain Fantastic del 2016, quando due delle figlie del protagonista (Ben Cash) interpretato da Viggo Mortensen discutono tra loro.
Una scritta in esperanto (mi prenos vin kun mi: ti prenderò con me) è inoltre presente su di uno striscione nel video ufficiale della canzone Ti porto via con me di Lorenzo Jovanotti. Ne El Secreto de Puente Viejo appare il personaggio di Regalado (puntate 942-945), un esperantista che tenterà di insegnare a Puente Viejo la lingua.

### La lingua parlata
L'uso quotidiano dei parlanti ha portato all'inserimento nel vocabolario di alcune parolacce. Inoltre modi di dire sono stati sviluppati naturalmente e poi sono stati riconosciuti ufficialmente. Ad esempio, un modo di dire non derivato da altre lingue è l'uso del verbo krokodili, che letteralmente significa "coccodrillare", ma che in esperanto indica l'azione compiuta da coloro che, trovandosi in un gruppo composto da persone di nazionalità diversa, ma dove tutti capiscono e parlano una certa lingua (in genere l'esperanto), passano alla propria lingua nazionale privando gli altri del piacere di seguire il loro discorso. Inoltre il linguaggio scientifico-matematico in esperanto è praticamente equivalente a quello delle altre lingue.

### Lingua dei segni internazionale
Il problema di comunicazione da parte di persone sorde è notoriamente risolto mediante lingue dei segni, cioè linguaggi creati appositamente per chi non sa parlare ma può usare le mani per esprimere pensieri complessi. Come per le lingue etniche ci sono varie lingue dei segni, e anche queste spesso non sono intelligibili reciprocamente. Una soluzione proposta di lingua dei segni internazionale viene dal mondo esperantista, ed è il signuno, lingua dei segni basata sulle radici lessicali dell'esperanto.

### Esempi di testo in lingua

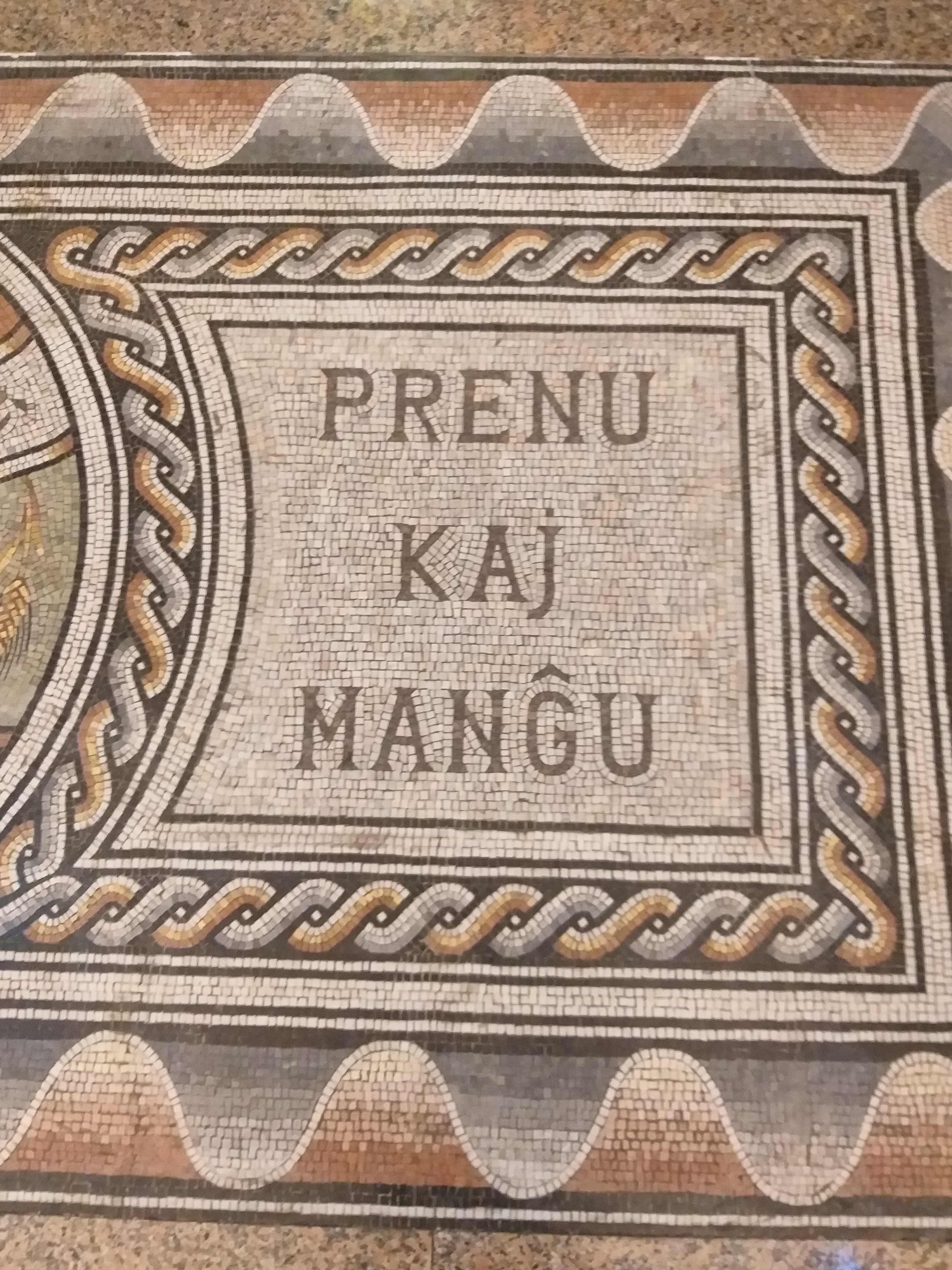
Prenu kaj manĝu - Cattedrale dell'Esperanto (la esperanto-katedralo). Chiesa di San Giuliano Mare (Rimini - Lido Esperanto). Paroho de la Sanktaj Johano kaj Paŭlo.

Come estratto di lingua qui di seguito vi sono il Padre nostro e l'inizio di Le avventure di Pinocchio di Carlo Collodi, nelle versioni in esperanto e in italiano:
(Padre Nostro: )
Il Padre nostro è un brano molto significativo poiché mette in evidenza varie caratteristiche della lingua, come i correlativi, modi verbali come l'indicativo e il volitivo, e la derivazione di parole mediante l'agglutinazione di affissi, ad esempio da ŝuldo (debito) deriva ŝuldanto ("debitante", debitore); dall'aggettivo libera (libero/a) deriva il verbo liberigi (rendere liberi, liberare); oppure come si ottiene il contrario di bono (bene) aggiungendo il prefisso mal-, ottenendo malbono (male).
Un altro pezzo può far capire l'aspetto della lingua anche nella prosa, quindi di seguito si presenta l'inizio di Le avventure di Pinocchio:
(da "Le avventure di Pinocchio" di Carlo Collodi, e la traduzione in esperanto di Giuseppe Croatini.)
La prima cosa a risaltare anche per chi non conosce la lingua è forse il diverso uso dell'articolo (in esperanto non esiste quello indeterminativo). Si noti anche la traduzione della parola "ragazzi" che in esperanto non diventa "knaboj" ("ragazzi" in senso letterale, cioè solo maschi) ma geknaboj ("ragazzi e ragazze": il prefisso ge- indica che il gruppo è di ambosessi).

### Frasi semplici
| Italiano                          | Esperanto                                                       | IPA                                                                              |
| --------------------------------- | --------------------------------------------------------------- | -------------------------------------------------------------------------------- |
| Ciao                              | Saluton[?·info]                                                 | [sa.ˈlu.ton]                                                                     |
| Sì                                | Jes[?·info]                                                     | [ˈjes]                                                                           |
| No                                | Ne[?·info]                                                      | [ˈne]                                                                            |
| Buongiorno                        | Bonan matenon[?·info]                                           | [ˈbo.nan ma.ˈte.non]                                                             |
| Buonasera                         | Bonan vesperon[?·info]                                          | [ˈbo.nan ves.ˈpe.ron]                                                            |
| Buonanotte                        | Bonan nokton[?·info]                                            | [ˈbo.nan ˈnok.ton]                                                               |
| Arrivederci                       | Ĝis (la) revido[?·info]                                         | [ˈdʒis (la) re.ˈvi.do]                                                           |
| Qual è il tuo nome?               | Kio estas via nomo?[?·info]                                     | [ˈki.o ˌes.tas ˌvi.a ˈno.mo]                                                     |
| Il mio nome è Marco               | Mia nomo estas Marko[?·info]                                    | [ˌmi.a ˈno.mo ˌes.tas ˈmar.ko]                                                   |
| Come stai?                        | Kiel vi fartas?[?·info]                                         | [ˈki.el vi ˈfar.tas]                                                             |
| Sto bene                          | Mi fartas bone[?·info]                                          | [mi ˈfar.tas ˈbo.ne]                                                             |
| Parli Esperanto?                  | Ĉu vi parolas Esperante? / Ĉu vi parolas la Esperantan?[?·info] | [ˈtʃu vi pa.ˈro.las ˌes.pe.ˈran.te] / [ˈtʃu vi pa.ˈro.las ˌ la ˌ es.pe.ˈran.tan] |
| Non ti capisco                    | Mi ne komprenas vin[?·info]                                     | [mi ˌne kom.ˈpre.nas ˌvin]                                                       |
| Bene (avverbio)                   | Bone[?·info]                                                    | [ˈbo.ne]                                                                         |
| Giusto (avverbio)                 | Ĝuste[?·info]                                                   | [ˈdʒus.te]                                                                       |
| Grazie                            | Dankon[?·info]                                                  | [ˈdan.kon]                                                                       |
| Di niente                         | Ne dankinde[?·info]                                             | [ˌne.dan.ˈkin.de]                                                                |
| Per favore                        | Bonvolu[?·info]                                                 | [bon.ˈvo.lu]                                                                     |
| Scusami                           | Pardonu (min)[?·info]                                           | [par.ˈdo.nu (ˈmin)]                                                              |
| Salute!                           | Sanon![?·info]                                                  | [ˈsa.non]                                                                        |
| Complimenti!                      | Gratulon[?·info]                                                | [ɡra.ˈtu.lon]                                                                    |
| Ti amo                            | Mi amas vin[?·info]                                             | [mi ˈa.mas ˌvin]                                                                 |
| Una birra, per favore             | Unu bieron, mi petas[?·info]                                    | [ˈu.nu bi.ˈe.ron, mi ˈpe.tas]                                                    |
| Dov'è il bagno?                   | Kie estas la necesejo?[?·info]                                  | [ˈki.e ˈes.tas ˈla ˌne.tse.ˈse.jo]                                               |
| Cos'è quello?                     | Kio estas tio?[?·info]                                          | [ˈki.o ˌes.tas ˈti.o]                                                            |
| Quello è un cane                  | Tio estas hundo[?·info]                                         | [ˈti.o ˌes.tas ˈhun.do]                                                          |
| Noi ameremo!                      | Ni amos![?·info]                                                | [ni ˈa.mos]                                                                      |
| Pace!                             | Pacon![?·info]                                                  | [ˈpa.tson]                                                                       |
| Sono un principiante in Esperanto | Mi estas komencanto de Esperanto[?·info]                        | [mi ˈes.tas ˌko.men.ˈtsan.to de ˌes.pe.ˈran.to]                                  |

## Critiche e discussioni
Oltre che lingua più famosa, l'esperanto è la lingua ausiliaria internazionale (in seguito LAI) che più ha fatto e fa discutere sia esperantisti che non. In seguito sono riportate le discussioni più comuni riguardanti le LAI in generale, o direttamente l'esperanto. Se l'esperanto di oggi è praticamente quello di Zamenhof, alcune critiche hanno invece causato veri e propri scismi, che hanno dato vita ai cosiddetti esperantidi. Di seguito ci sono le critiche più importanti sull'argomento.

### Critiche generali sulle lingue ausiliarie internazionali (LAI)
Molte persone ritengono che una lingua sia qualcosa di vivo, ed effettivamente essa si evolve, può cambiare o estinguersi ed è paragonabile a una specie vivente (non un essere vivente). A causa di tale paragone, alcuni ritengono impossibile "dar vita" a una lingua artificiale. L'esperienza con varie LAI invece ha dimostrato che quando sono state effettivamente usate si sono evolute e hanno talvolta trovato nuovi mezzi espressivi con l'espandersi della comunità, e analizzando i 4 significati del termine "naturale" in linguistica, non si trova alcuna definizione che potrebbe scientificamente creare una distinzione tra l'esperanto e un'altra lingua e per estensione, le altre LAI adottabili da una comunità dopo la loro creazione e uso. La fase iniziale per la "vita" di una LAI, ovvero il pieno apprendimento di essa da parte dei bambini madrelingua, è ben documentata. Inoltre, la teoria della grammatica universale sulla quale si basano le teorie linguistiche di Noam Chomsky, sostiene che una qualsiasi lingua possa essere appresa e usata se contiene:
- un insieme di parole (lessico)
- una grammatica (regole assimilabili dal cervello umano) che permetta di usare il lessico per esprimere concetti.

Se ha tali caratteristiche, una LAI è psicolinguisticamente simile alle lingue naturali e quindi dovrebbe comportarsi come esse. Tuttavia, una conseguenza dell'evoluzione di una LAI sarebbe la separazione in dialetti che col tempo pregiudicherebbero la comprensione, per cui si auspica solo l'uso della LAI come seconda lingua internazionale (comunicazione tra parlanti di lingue diverse), affiancandola alle lingue storico-naturali (comunicazione tra locutori dello stesso idioma), cosa che dovrebbe mantenerla stabile in modo simile a come successo per secoli alla lingua italiana.
Gli oppositori alle LAI contestano spesso che una lingua ausiliaria internazionale non ha un popolo, e quindi una cultura. Coloro che le sostengono affermano che una lingua del genere debba far dialogare, e non necessariamente imporre una cultura. Riferendosi alla letteratura invece, può valere per molte lingue artificiali l'essere rimaste inutilizzate, ma esiste una letteratura per le lingue ausiliarie che hanno avuto più successo, talvolta anche di notevole valore artistico.
Altre discussioni in generale sono dovute al fatto che la tolleranza nei confronti delle imperfezioni presenti nelle lingue ausiliarie internazionali è minore rispetto a quella nei confronti delle imperfezioni e irregolarità presenti nelle lingue etniche (come verbi irregolari, in genere evitati nelle lingue artificiali). Le risposte a questo genere di critiche sono generalmente basate sul fatto che nessuna lingua internazionale può essere perfetta e accettata da tutti indistintamente, quindi è inevitabile dover giungere a compromessi su alcuni punti.

### Critiche e dibattiti che riguardano direttamente l'esperanto

Fundamento de Esperanto, edizione italiana, 1907.

Solitamente facendo riferimento soprattutto al latino e alle lingue romanze, i sostenitori delle lingue naturalizzate sostengono che l'esperanto non è direttamente conforme alle grandi lingue europee. Ad esempio, i vocaboli o parole derivate come "malsanulejo" potrebbero essere sostituite con un più europeo "hospitalo" (per la parola "ospedale"). Di contro, la modifica verso una maggiore europeizzazione renderebbe l'esperanto più facile per gli europei da un punto di vista lessicale, ma allo stesso tempo più difficile per i non europei, i quali dovrebbero imparare molte forme "europee" separatamente invece di ricavarle logicamente dalla radice.
Dall'altra parte l'esperanto viene spesso criticato perché troppo europeo. Le sue radici lessicali provengono principalmente dalle lingue europee parlate o studiate da Zamenhof (vedi sopra); ciò secondo i critici ne sminuirebbe la neutralità. Secondo gli esperantisti l'esperanto, dal punto di vista morfologico e grammaticale, si avvicina più al giapponese, al turco o alle lingue bantu che a molte delle lingue europee, in quanto ha una struttura agglutinante; quanto al lessico, era praticamente impossibile, ai tempi di Zamenhof, avere accesso al lessico di altre lingue lontane, oppure creare una lingua basata sulle migliaia di idiomi esistenti. In più, l'esperanto non appartiene a nessuna potenza politica o economica, e questo è -almeno dal punto di vista economico e politico- una garanzia di neutralità nel pratico, dal momento che nessuna potenza si avvantaggia da esso nel senso che nessuno può beneficiare di turismo linguistico, o vantare l'accento "perfetto" per cui viene favorito nell'insegnamento o nell'assunzione in posti di lavoro che richiedono l'uso della lingua internazionale.
Karl Brugmann e August Leskien hanno polemizzato sulla presenza di due parole in esperanto per "chiesa": Eklezio (Chiesa, istituzione) e preĝejo (chiesa, luogo di culto), mentre altre lingue come l'italiano e l'inglese hanno un solo termine. A detta degli esperantisti, la presenza del binomio mostra l'attenzione alla filantropia propria dell'esperanto, infatti, preĝejo può indicare un luogo di culto di ogni religione indipendentemente dall'ideologia e dal credo del parlante.
L'indicazione del genere in esperanto non è simmetrica, ed è quindi considerata talvolta come sessismo linguistico da chi lo critica. Alcune radici hanno origine maschile e sono rese femminili, mentre le varianti maschili sono usate anche per indicare cose o esseri il cui sesso non è noto; anche dall'altro lato c'è la presenza di radici femminili (anche se in numero minore rispetto a quelle maschili). A difesa, la maggiore simmetria nei pronomi rispetto ad altre lingue che lo renderebbero più "politicamente corretto": l'uso del pronome "ĝi" per le persone il cui sesso è sconosciuto/nascosto; o l'uso del prefisso "ge-" per i sostantivi che indicano gruppi composti da ambosessi. Resta l'asimmetria per i sostantivi, per la quale sono state proposte delle riforme per la formazione del genere, alcune abbastanza note, sebbene nessuna sia stata ancora ufficializzata (attualmente vengono osservate le tendenze dei parlanti).
Oggetto di critiche è la presenza di un caso per indicare il complemento oggetto, cioè si sostiene che la desinenza dell'accusativo "-n" si sarebbe potuta evitare, stabilendo un ordine fisso dei costituenti, ad esempio l'ordine Soggetto Verbo Oggetto, che è il più tipico delle lingue europee. Ma a difesa di ciò, l'accusativo è ritenuto necessario per dare la grande libertà nell'ordine delle parole tipica di questa lingua, che quindi può anche non seguire un ordine prefissato (secondo l'enfasi o le tendenze naturali della propria lingua madre) senza perdere chiarezza.
Si criticano i segni diacritici su alcune lettere dell'alfabeto dell'esperanto, non facili da scrivere al computer (problema parecchio sentito specie da quando la posta elettronica ha un uso massiccio). Tuttavia, 26 lettere non erano sufficienti per rappresentare i 28 fonemi dell'esperanto così da poter mantenere il paradigma: "a ogni suono una lettera, a ogni lettera un suono". Sono stati ideati quindi sistemi di scrittura che prevedono particolari coppie di lettere invece delle singole lettere esperantiste. Questo punto cessa di essere critico man mano che vengono sostituiti i nodi di internet che non usano sistemi operativi con codifica Unicode, uno dei fondamenti per il futuro Web semantico, e con la diffusione dell'uso di programmi che permettono la scrittura dell'esperanto con una qualsiasi tastiera.

## Esperantisti e simpatizzanti famosi
L'esperanto ha come patrona santa Ildegarda di Bingen, una mistica medievale tedesca proclamata Dottore della Chiesa nell'ottobre 2012; ella infatti creò la lingua ignota, lingua artificiale che a differenza dell'esperanto doveva avere usi mistici. Tra i personaggi più famosi che si sono espressi a favore dell'esperanto, o sono stati effettivamente esperantisti, si possono ricordare:
- Albert Einstein[125]
- Lev Nikolaevič Tolstoj[126][127]
- Oscar Luigi Scalfaro[128][129]
- Enzo Biagi
- Stefano La Colla, paleografo ed esperantista
- Umberto Eco[130][131]
- Edmondo De Amicis
- Alessandro Bausani, islamista italiano.
- Itamar Ben Avi, primo parlante nativo dell'ebraico in epoca moderna
- Bruno Migliorini, a lungo presidente dell'Accademia della Crusca[132]
- Elio Migliorini, geografo, fratello di Bruno Migliorini
- Tullio De Mauro, linguista[133][134]
- Romain Rolland, scrittore, premio Nobel per la letteratura.
- Franz Jonas, Presidente dell'Austria nel periodo 1965-1974.
- J. R. R. Tolkien[135]
- Antoine de Maximy[136]
- I papi Giovanni XXIII, Pio X, Paolo VI, Giovanni Paolo II[127]
- Padre Kolbe[127]
- Carlo Minnaja
- Jules Verne
- Rudolf Diesel[137]
- Reinhard Selten, premio Nobel per l'economia[127][138]
- Eugenio Bennato[62]
- Robert Baden-Powell, fondatore dello scautismo[139]
- Ebenezer Howard, urbanista inglese, creatore della città giardino[140]
- Enrico Carlo Noë, insegnante e stenografo ceco vissuto in Italia
- Alfonso Cuarón, regista, sceneggiatore, produttore, montatore e direttore della fotografia messicano, quattro volte premio Oscar, ha chiamato la sua casa di produzione Esperanto Filmoj.

## L'esperanto nella cultura di massa

### Cinema
- Il film horror Incubus (1965) è girato interamente in lingua esperanto. La pellicola ha come attore protagonista William Shatner, noto al grande pubblico per il ruolo di Capitano Kirk nella saga di Star Trek.
- In una scena del film Captain Fantastic (2016) è presente un dialogo in lingua esperanto.
- Il regista messicano Alfonso Cuarón simpatizza per l'esperanto[141][142] e ha chiamato la sua casa di produzione Esperanto Filmoj. Nei titoli di testa del film Roma (2018) appare a schermo intero una dicitura in lingua: “Filmo produktita de Esperanto Filmoj” ("film prodotto da Esperanto Filmoj").
- Nella stagione 25, episodio 12, de I Simpson, il preside Skinner rivolge alcune frasi in esperanto al giardiniere Willie.
- Nel film d'animazione Patema Inverted, l'ending nei titoli di coda è cantata da Estelle Micheau in esperanto.
- Il film L'incredibile storia dell'Isola delle Rose tratta della storia vera dell'Isola delle Rose, la piattaforma artificiale creata dall'ingegnere Giorgio Rosa, che le diede come lingua ufficiale l'esperanto.
- In tutta la durata del film Gattaca, gli annunci riportati dagli altoparlanti, per esempio allo spazioporto, sono in lingua esperanto[143].
- Nel film americano Blade: Trinity le vicende si svolgono in una città generica che l'autore David Goyer rappresenta come bilingue (così come tante città nel mondo). Così che la seconda lingua parlata nella città anonima, e visibile nella maggior parte dei segnali, cartelli ed insegne visibili, è l'esperanto. Inoltre, anche i sottotitoli del DVD che viene guardato ad un certo punto dal personaggio di Hannibal King, Incubus sono in esperanto.

### Musica
- La canzone Rumore di niente di Francesco De Gregori inizia con un riferimento alla lingua esperanto.
- Nel video ufficiale di Ti porto via con me (Jovanotti) appare uno striscione col titolo tradotto in esperanto (Mi prenos vin kun mi).
- Il celebre brano Con te partirò è stato tradotto ed eseguito anche in esperanto. La versione è stata accolta con entusiasmo da Andrea Bocelli[144].

### Televisione
- Internacia Televido, primo, e fino ad ora, unico canale televisivo dedicato interamente alle trasmissioni in lingua esperanto

## Letteratura
Tra gli scrittori e poeti più noti che hanno scritto in esperanto:
- William Auld
- Julio Baghy
- Kazimierz Bein (detto "Kabe")
- Clarence Bicknell
- Marjorie Boulton
- Jorge Camacho
- Fernando de Diego

- Antoni Grabowski
- Kálmán Kalocsay
- Li Shijun (pseudonimo: "Laŭlum")
- Miyamoto Masao
- Abel Montagut
- István Nemere
- Claude Piron

- Edmond Privat
- Reto Rossetti
- Raymond Schwartz
- Giorgio Silfer
- Spomenka Štimec
- Gaston Waringhien
- Ludwik Lejzer Zamenhof

Tra di essi, William Auld, poeta scozzese, dal 1999 al 2006 è stato candidato al Premio Nobel per la letteratura. Dal 2007 al 2018 il candidato al Premio Nobel per la letteratura è stato Baldur Ragnarsson, poeta islandese, nominato dall'Associazione degli Scrittori Esperantofoni (Esperantlingva Verkista Asocio). Alla morte di quest'ultimo (2018) il "PEN Club Esperanto" ha nominato candidato l'italo-svizzero Giorgio Silfer.
Tra gli scrittori italiani possiamo ricordare:
- Clelia Conterno
- Enrico Dondi
- Lina Gabrielli
- Luigi Giambene
- Giovanni Peterlongo, che ha tradotto la Divina Commedia in esperanto (nel 1963 la prima pubblicazione)[149].
- Giorgio Silfer, attuale candidato al Premio Nobel per la letteratura.

### Generale
- Umberto Eco, La ricerca della lingua perfetta nella cultura europea. Ed. Laterza, Roma-Bari, 1993, Fare l'Europa, ISBN 88-420-4287-0
- Roman Dobrzyński, Via Zamenhof, creatore dell'Esperanto. Conversazione con Louis Christophe Zaleski-Zamenhof, Traduz. Michela Lipari e Filippo Franceschi, prefazione Davide Astori, Firenze, Giuntina, ISBN 978-88-8057-350-0
- Pierre Janton. Esperanto. Lingua, letteratura, movimento. Cooperativa Ed. Esperanto. 1996. ISBN 88-85872-07-7
- Francesco Amerio; G. Bonvecchiato; Gian Carlo Fighiera. Esperanto: dati e fatti. FEI Fondo Marelli. 2002. ISBN 88-85872-11-5
- Giordano Formizzi, Le radici culturali dell'esperanto. La pedagogia di Giovanni Amos Comenio. Gabrielli Editori. 2006. ISBN 88-6099-007-6
- Carlo Minnaja. L'esperanto in Italia. Alla ricerca della democrazia linguistica. Il Poligrafo. 2007. ISBN 88-7115-546-7
- Ulrich Lins. La lingua pericolosa. Storia delle persecuzioni contro l'esperanto sotto Hitler e Stalin. Traccedizioni. 1990. ISBN 88-7205-000-6. Distribuito da Edistudio.
- Irene Bignardi. Le piccole utopie, Feltrinelli 2003 ISBN 88-07-17083-3
- (EO)  Ludwik Lejzer Zamenhof. Letero al N. Borovko ("Lettera a N. Borovko"), 1895. (Tra le numerose ripubblicazioni, la Esperanto Association of North America la ripubblicò nel 1931 con codice ASIN B000891FP2)
- (EO)  William Auld. La fenomeno Esperanto ("Il fenomeno esperanto"). Rotterdam. UEA. 1988
- (EO)  Claude Piron. La bona lingvo (La lingua buona) trattato sull'uso corretto del lessico esperantista e altre buone abitudini, Paperback, 1989. ISBN 978-963-571-294-6
- (EO)  Claude Piron. Psikologiaj reagoj al Esperanto (Reazioni psicologiche all'Esperanto) (saggio 1988)
- (EO)  Edmond Privat. Vivo de Zamenhof (Vita di Zamenhof), ELibro, 2001. ISBN 91-7303-127-5

### Sulla grammatica e il lessico
- (EO)  Ludwik Lejzer Zamenhof. Internacia lingvo, 1887 (Tra le ripubblicazioni, quella della Universala Esperanto-Asocio del 1954 ha codice ASIN B0000CJ1VA)
- (EO)  L.L. Zamenhof. Unua Libro (Primo libro), 1905 (Le ristampe dell'Unua Libro non hanno codice ISBN)
- (EO)  L.L. Zamenhof. Fundamento de Esperanto. Edistudio. 1991. ISBN 88-7036-046-6
- (EO)  René de Saussure. Fundamentaj reguloj de la vort-teorio en esperanto (Regole fondamentali della teoria lessicale in esperanto). ELibro. 2003 ISBN 91-7303-191-7
- Roger Imbert; Tibor Sekelj; Ivica Spoliarek. Esperanto. Introduzione alla lingua internazionale. Cooperativa Ed. Esperanto. 1993. ISBN 88-85872-03-4
- Carlo Minnaja. Vocabolario italiano-esperanto. Cooperativa Ed. Esperanto. 1996. ISBN 88-85872-05-0
- Katalin Smidéliusz. Analisi comparativa del lessico italiano-esperanto-ungherese. Cooperativa Ed. Esperanto. 1997. ISBN 88-85872-09-3
- Bruno Migliorini, Manuale di esperanto, San Vito al Tagliamento, Edizioni Paolet, 1922

### Sull'insegnamento dell'esperanto nelle scuole
- The League of Nations and Esperanto - 1921-1922, British Esperanto Association, Londra, 1922, pag. 12.
- Ippolito Piatti, La Conferenza di Ginevra e il problema della introduzione dell'Esperanto nelle Scuole, edizione Società Esperantiste Milanesi, Milano, 1922, pag. 8 (interessante in particolar modo per i riassunti statistici).
- La Conferenza Internazionale per l'insegnamento dell'Esperanto nelle scuole, ne L'esperanto, anno 9, n. 5, pagg. 98-106, Verona - San Vito al Tagliamento, aprile 1922.
- École des Sciences de l'Éducation (Institut Jean-Jacques Rousseau), Conférence Internazionale pour l'Enseignement de l'Espéranto dans les Écoles - réunie au Secrétariat de la Société des Nations - du 18 au 20 Avril 1922 - Compie-rendu sommaire en francais, Ginevra, 1922.
- Schroeter, Esperanto und weltliche Schule, in Die freie Schule, anno 111 n. 30, Herne, luglio 1923, pagg. 127-128.
- Amedeo Benedetti, I libri per l'infanzia in Esperanto, in LG Argomenti, a. XLV, n. 3, lug.-sett. 2009, pp. 56–60.